# Росішківська сільська рада (Рахівський район)
| Росішківська сільська рада — колишній орган місцевого самоврядування у Рахівському районі Закарпатської області з адміністративним центром у с. Росішка. Сільській раді підпорядковані населені пункти: - с. Росішка |

## Склад ради
Рада складається з 16 депутатів та голови.

## Керівний склад сільської ради
| ПІБ                       | Основні відомості                                                                       | Дата обрання | Дата звільнення |
| ------------------------- | --------------------------------------------------------------------------------------- | ------------ | --------------- |
| Ференц Михайло Васильович | Сільський голова, 1964 року народження, освіта, безпартійний                            | 26.03.2006   | 31.10.2010      |
| Попадич Василь Васильович | Сільський голова, 1954 року народження, освіта середня спеціальна, член Партії регіонів | 31.10.2010   | 16.12.2012      |
| Соколов Сергій Сергійович | Сільський голова, 1965 року народження, освіта середня загальна, безпартійний           | 16.12.2012   |                 |

Примітка: таблиця складена за даними джерела

## Населення
Згідно з переписом УРСР 1989 року чисельність наявного населення сільської ради становила 1014 осіб, з яких 480 чоловіків та 534 жінки.
За переписом населення України 2001 року в сільській раді мешкало 1137 осіб.

### Мова
Розподіл населення за рідною мовою за даними перепису 2001 року:
| Мова       | Відсоток |
| ---------- | -------- |
| українська | 99,21 %  |
| російська  | 0,70 %   |
| молдовська | 0,09 %   |